# Condado de Sejny
Condado de Sejny (polaco: powiat sejneński), (Lituano: Seinų apskritis)  é um powiat (condado) da Polónia, na voivodia de Podláquia. A sede do condado é a cidade de Sejny. Estende-se por uma área de 856,07 km², com 21 454 habitantes, segundo os censos de 2005, com uma densidade 25,06 hab/km².

## Divisões admistrativas
O condado possui:
Comunas urbanas: Sejny
Comunas rurais: Giby, Krasnopol, Puńsk, Sejny
Cidades: Sejny

## Demografia
População (dados de 30 de Junho de 2005):
|          | Total   | Total | Mulheres | Mulheres | Homens  | Homens |
| -------- | ------- | ----- | -------- | -------- | ------- | ------ |
|          | pessoas | %     | pessoas  | %        | pessoas | %      |
| Total    | 21 454  | 100   | 10 749   | 50,1     | 10 705  | 49,9   |
| Cidades  | 5969    | 100   | 3109     | 52,1     | 2860    | 47,9   |
| Povoados | 15 485  | 100   | 7640     | 49,3     | 7845    | 50,7   |